# Fatema Mernissi
Fatema Mernissi (ur. w 1940 w Fezie, zm. 30 listopada 2015 w Rabacie) – marokańska pisarka, socjolożka i pionierka feminizmu w świecie arabskim.

## Życiorys
Urodziła się w średnio zamożnej rodzinie. Pierwszy etap edukacji odbyła w szkole publicznej. Od 1957 studiowała politologię, najpierw na Uniwersytecie Mohammeda V w Rabacie, potem na Sorbonie i Brandeis University, gdzie zdobyła doktorat. Następnie, w latach 1974–1981 nauczała na Uniwersytecie Mohammeda V jako wykładowca literatury. W 1975 roku wydała swoją pierwszą książkę, Beyond the Veil. Zajmowała się szczególnie kwestią równouprawnienia kobiet w krajach arabskich. W latach 80. XX wieku prowadziła badania socjologiczne dla m.in. UNESCO i Międzynarodowej Organizacji Pracy. Wyniki tych badań przedstawiła w książce Le Maroc raconté par ses femmes (1983). W połowie lat 90. przestała zajmować się kwestią kobiet i zajęła się tematami społecznymi. Pod koniec życia wykładała socjologię na Uniwersytecie Mohammeda V.

## Twórczość
- 1975 Beyond The Veil
- 1982 As-Suluk Al-Jinsiy Fi Mujtama'in Islamiyin Taba'iy
- 1983 Doing Daily Battle
- 1983 Al Hubb fi hadaratina al-Islamiya
- 1984 L'amour dans les pays musulmans
- 1985 Nissa' al' Gharb
- 1988 The Veil and the Male Elite
- 1990 Forgotten Queens of Islam
- 1992 Islam and Democracy
- 1993 Women's Rebellion and Islamic Memory
- 1994 Dreams of Trespass
- 1997 Les Ait-Débrouille
- 1998 Etes-vous vacciné contre le Harem?
- 2001 Scheherazade Goes West
- 2004 Un Libro para la Paz
- 2004 Les Sindbads marocains
- 2007 L'Amour dans les pays musulman